# Sorrus
Sorrus ist eine Gemeinde im französischen Département Pas-de-Calais in der Region Hauts-de-France. Sie gehört zum Kanton Berck im Arrondissement Montreuil. Nachbargemeinden sind Saint-Josse im Nordwesten, La Calotterie im Norden, La Madelaine-sous-Montreuil im Osten, Campigneulles-les-Petites im Südosten, Campigneulles-les-Grandes und Airon-Notre-Dame im Südwesten und Saint-Aubin im Westen.

## Bevölkerungsentwicklung
| Jahr      | 1962 | 1968 | 1975 | 1982 | 1990 | 1999 | 2008 | 2014 |
| --------- | ---- | ---- | ---- | ---- | ---- | ---- | ---- | ---- |
| Einwohner | 306  | 296  | 284  | 349  | 473  | 472  | 620  | 760  |

## Sehenswürdigkeiten
- Kirche Saint-Riquier
- Taubenschlag
- Kriegerdenkmal
- Kapelle Notre-Dame de Santé
- Château de la bruyère, erbaut im 19. Jahrhundert

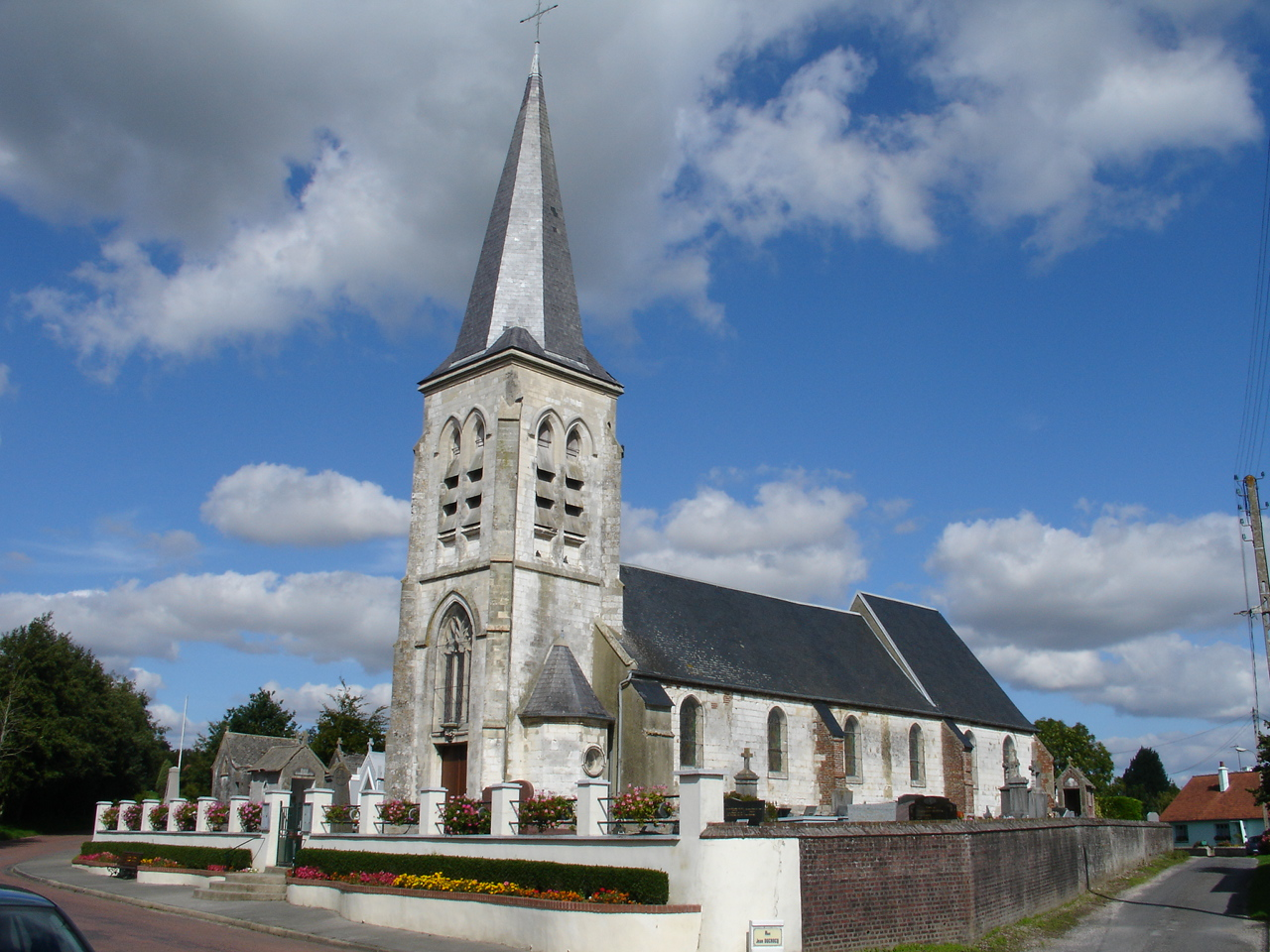
Kirche Saint-Riquier